# Henny DeHaas
Henny DeHaas (Amsterdã, 11 de março de 1924 - São Francisco, 09 de maio de 2008) foi uma judia neerlandesa sobrevivente do holocausto, libertada do campo de concentração nazista de Bergen-Belsen, por tropas britânicas em 15 de abril de 1945.

## Nascimento
Henny DeHaas nasceu em 11 de março de 1924, seu nome completo era "Hendrina DeHaas", filha única de David DeHaas e Clara Nord. Seus pais nasceram e cresceram em Amsterdã, sendo David nascido em 7 de abril de 1893 e Clara em 10 de dezembro de 1899. David, juntamente com seu irmão Jacob DeHaas tinham licenças para administrar 4 lanchonetes em Amsterdã. No cartão de registro de David, contava que ele era açougueiro (funcionário da distribuição de carne do Conselho Judaico). O cartão pessoal de Clara constava "operadora de cafeteria" e também mostra que ela sobreviveu à guerra.
A Família DeHaas residia em Westerbork, uma região conhecida por ter uma grande comunidade judaica e receber muitos judeus fugindo da Alemanha Nazista de Adolf Hitler. Esta é a mesma comunidade onde vivia a adolescente judia Anne Frank.

## Segunda Guerra Mundial
De acordo com os cartões de registros da família, eles ainda estavam vivendo em Westerbork sob ocupação nazista em 15 de dezembro de 1943, sugerindo que tenham sido levados para campos de concentração no ano seguinte.
Durante sua permanência em Bergen-Belsen, ela teve um relacionamento com o prisioneiro polaco Kasimir-Alexander Rydzewski, no campo, ele exercia a função de Kapo supervisionando os demais prisioneiros com agressividade, chegando a assassinar alguns deles.
Em 15 de janeiro de 1945, faltando 3 meses para chegada das tropas britânicas, seu pai David DeHaas foi assassinado aos 51 anos, possivelmente pela dificuldade em executar os exaustivos trabalhos forçados impostos pela SS.

## Pós-guerra
Após a libertação de Berger-Belsen, Henny e sua mãe Clara retornaram para Amsterdã. Clara tentou reaver as licenças para administrar sua antiga rede de lanchonetes, porém as licenças já haviam sido transferidas para outras pessoas.  Clara e Henny tiveram que se contentar com uma nova licença para um negócio em Leidsestraat . Elas então alugaram essa licença.
Ainda em 1945, Kasimir-Alexander Rydzewski, com quem ela tivera um breve relacionamento em Bergen-Belsen, viajou até Amsterdã na tentativa de encontrá-la para se casar com ela, mas foi reconhecido por outros ex-prisioneiros judeus e preso. Foi julgado por assassinato e condenado em 18 de junho de 1946, sendo sentenciado à morte por enforcamento, sentença cumprida às 09:20 da manhã de 11 de outubro de 1946.
Henny casou-se com Hendrik Damen em 14 de dezembro de 1946, que ela já conhecia em Amsterdã e passou a assinar seu nome de casada, Hendrina "Henny" Damen. 
Em 1954, Henny realizou seu sonho de se mudar para os Estados Unidos, seguida por sua mãe em 1955. A família se estabeleceu em San Francisco, CA.
Henny e Henk tiveram duas filhas, Madeleine e Patty, e em 2008 Henny teve três netos.

## Morte
Henny morreu em 19 de maio de 2008 em San Francisco, aos 84 anos. Ela compartilhou 49 anos de casamento com seu marido, alma gêmea e melhor amigo Hendrik "Henk", que a precedeu na morte em 1994. Deixou 2 filhas, 3 netos e seu fiel cachorro, Mango.